# Hans-Erland Heineman
Hans-Erland Heineman, född 30 juni 1919 i Stockholm, död 23 juli 2003 i Skövde, var en svensk arkitekt.

## Liv och verk
Hans-Erland Heineman tog examen vid Kungliga Tekniska högskolan i Stockholm 1947 och fortsatte studierna vid Universitetet i Paris 1948–1949. 
Heineman var stadsarkitekt i Skövde under ett år på 1950-talet. Han grundade därefter tillsammans med stadsarkitekten Bo Boustedt i grannstaden Skara en gemensam arkitektbyrå, vilken de drev 1951–1970. Heineman var kreatören och Boustedt entreprenören, och tillsammans fick de många uppdrag inom offentlig förvaltning såsom skolor, matsalar och ålderdomshem. I deras affärsidé var tillgänglighet viktig och de var bland de första att tillämpa det mobila kontoret[förklaring behövs]. Från 1970 drev Heineman egen verksamhet.
Heineman såg Skövde kulturhus som sitt viktigaste verk. Han har dessutom utformat delar av kvarteret Oden vid kulturhuset i Skövde. Andra byggnader han ritat är Billingehus och Sankt Lukas kyrka i Skövde, Sankt Johannes kyrka i Hentorp, Skövde, Centrumhuset i Götene och Hotell Bellevue i Hjo. Han ligger även bakom utformningen av över 150 ålderdomshem över hela Sverige.
Heineman var ledamot i Statens kulturråd 1969–1976 och Svenska Unescorådet 1970–1976. Förutom artiklar i dags- och fackpress gav han ut flera skrifter om kultur och arkitektur. 1979 utgav han romanen Barbara.
Han erhöll professors namn 1973, belönades med Olle Engkvist-medaljen 1977 och tilldelades Einar Forseths medalj 1980.

## Verk i urval
- Skövde kulturhus
- Centrumhuset, Götene
- Varuhuset Commerce i Skövde
- Sankt Johannes kyrka Skövde
- Hotell Bellevue, 1971, Hjo
- Hotell Billingehus, Skövde
- Sankt Lukas kyrka, Skövde
- Äldreboendet Käpplunda gärde, Skövde
- Volvohuset, Skövde

## Bildgalleri

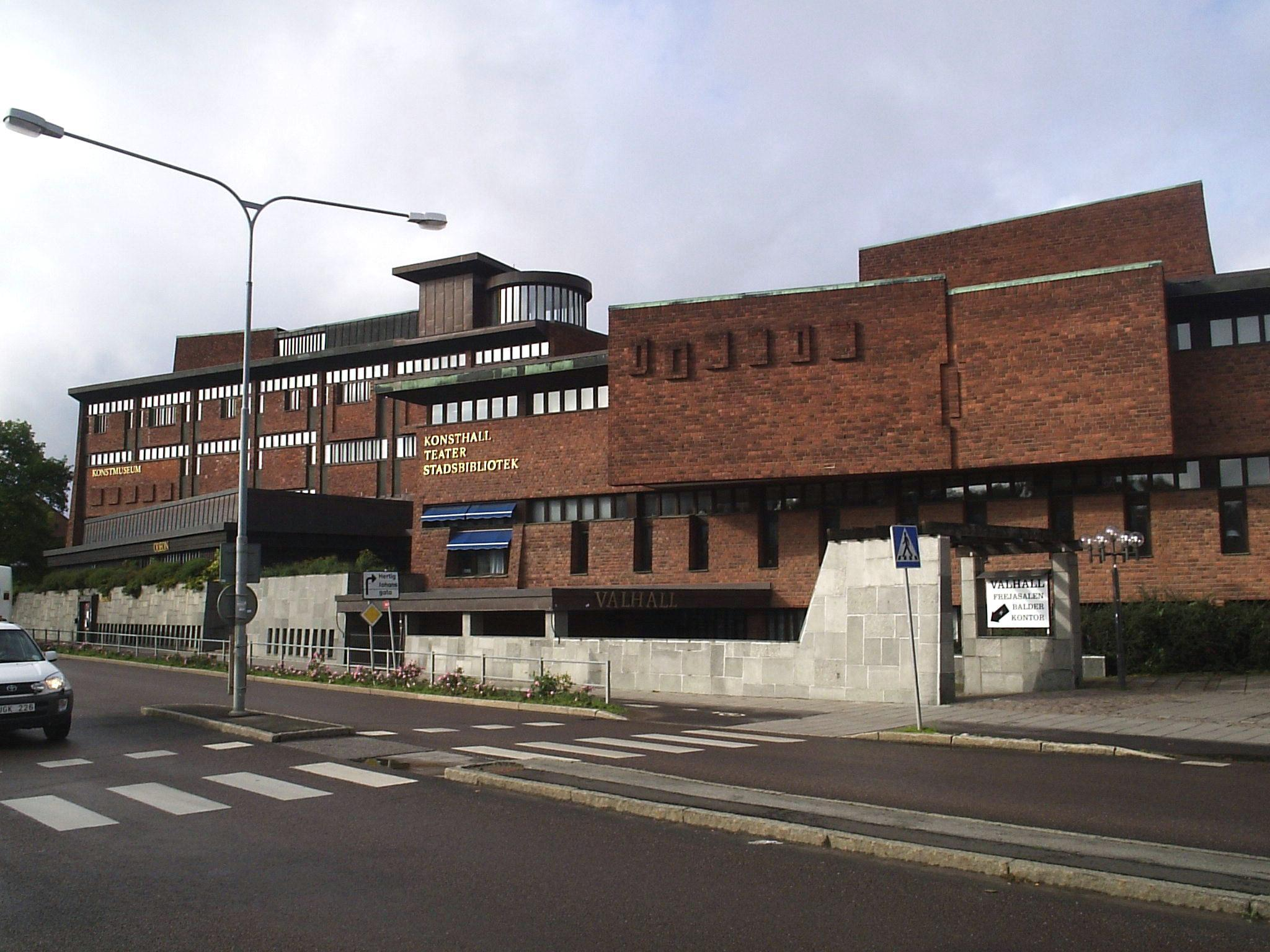
Kulturhuset i Skövde
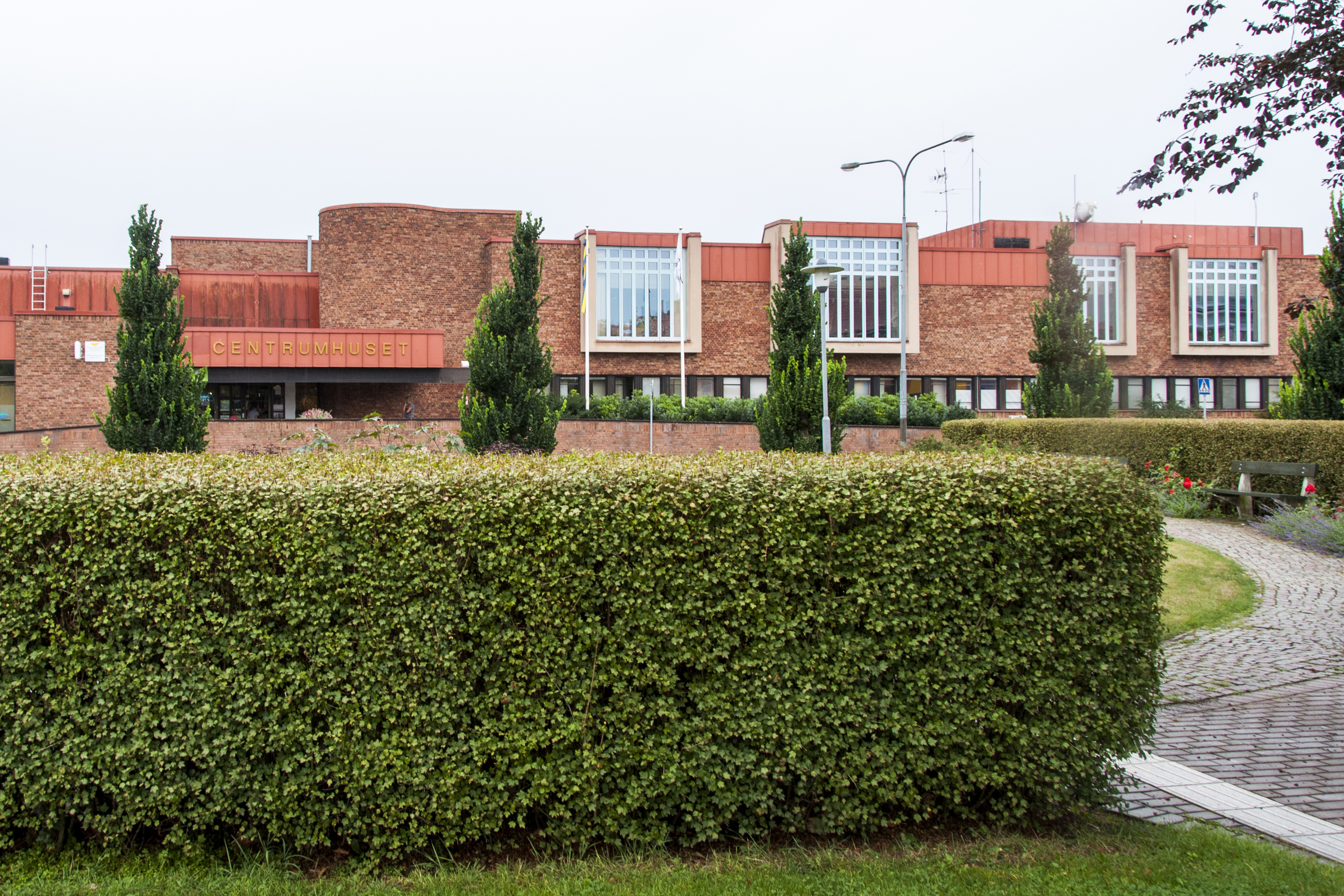
Centrumhuset, Götene
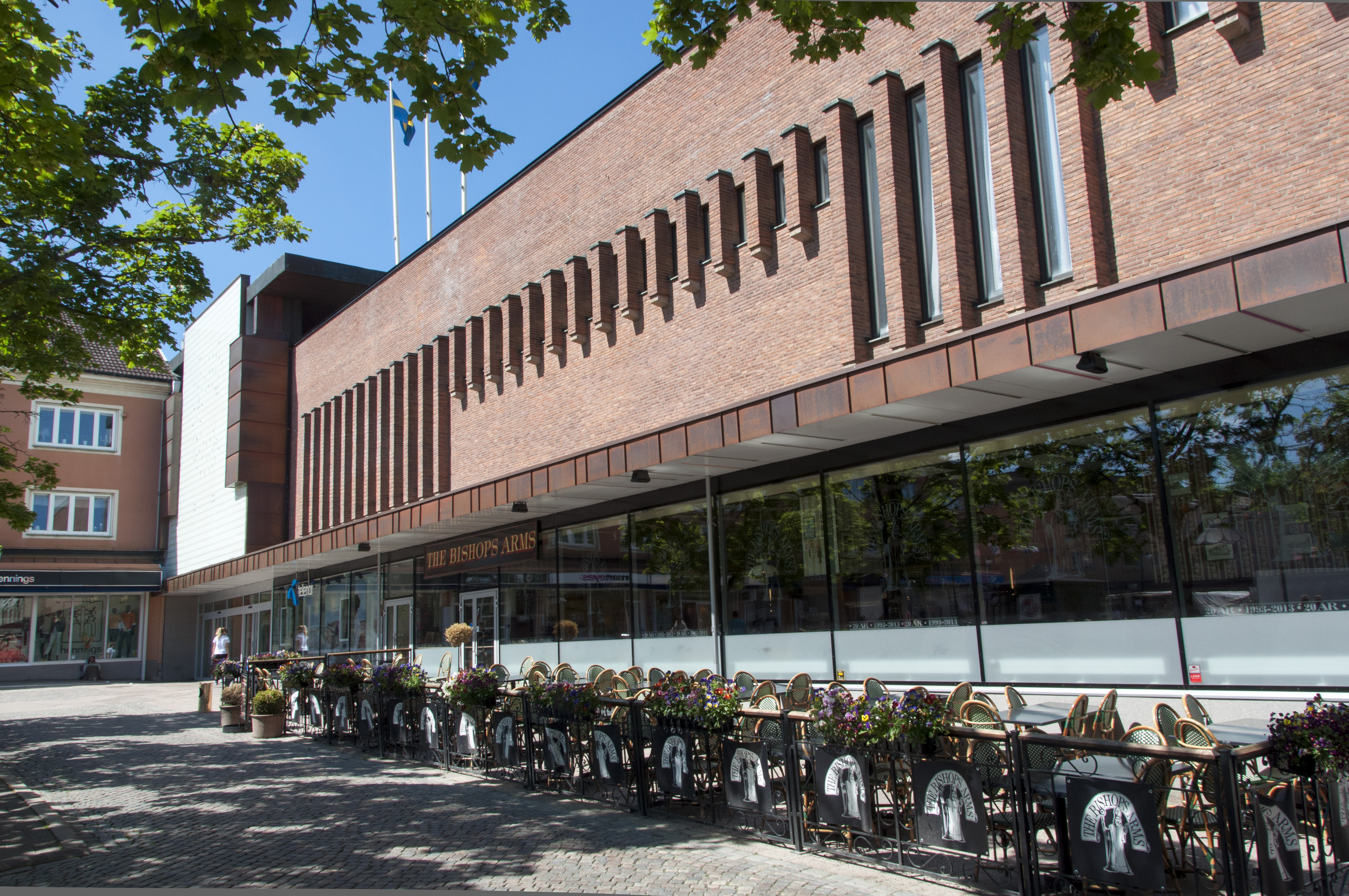
Varuhuset Commerce i Skövde
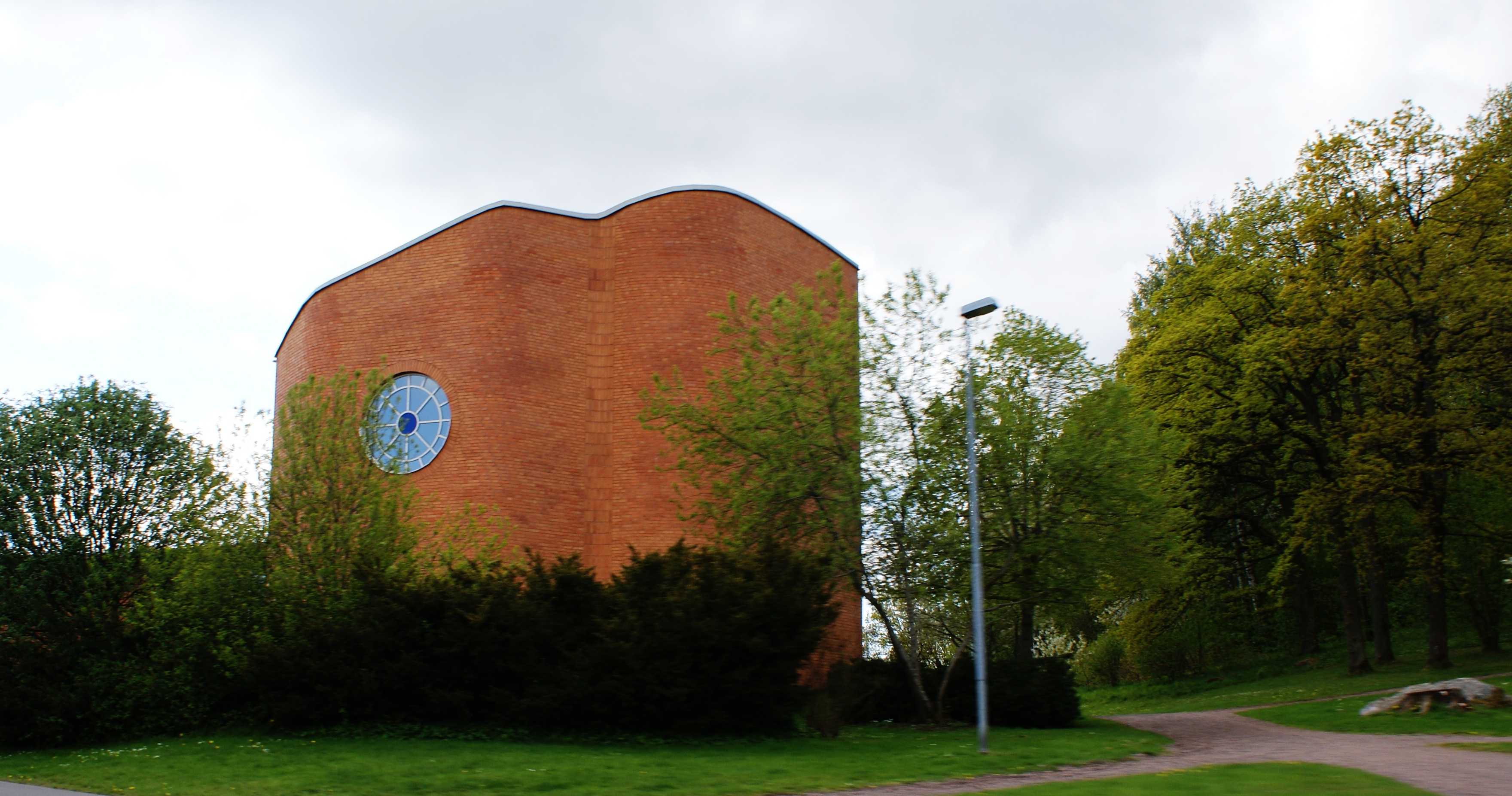
Sankt Johannes kyrka, Skövde